# Vincenzo Scaramuzza
Vincenzo Scaramuzza   (Crotona, 1885 - Buenos Aires, 24 de març de 1968) fou un pianista i pedagog musical italià.
El seu pare, Francesco, el presentà a un reconegut professor de piano, va començar a actuar als set anys. Després de passar un examen difícil, va guanyar una beca que li va permetre continuar els seus estudis a la prestigiosa Acadèmia de Música de "San Pietro a Maiella" a Nàpols on va conèixer els millors professors de l'època, com Florestan Rossomandi, Alessandro Longo i Beniamino Cesi. Encara era molt jove quan va obtenir el diploma amb la felicitació del jurat i va començar la seva carrera com a pianista de concerts, actuant a les grans ciutats italianes.
Però la seva gran aspiració era ensenyar. En la seva època, era molt difícil obtenir un lloc docent en qualsevol de les acadèmies italianes de música. Scaramuzza va haver de participar en una competició nacional molt difícil, un autèntic repte per als millors estudiants de piano d'Itàlia. Entre tots els concursants, només Scaramuzza, i un altre estudiant, Attilio Brugnoli, van aconseguir la nota més alta. Però, per algunes raons burocràtiques i perquè era més gran que Scaramuzza, va ser Brugnoli qui va obtenir el lloc docent important a l'Acadèmia de Música de Parma, mentre que Scaramuzza va rebre un premi de consolació, un lloc de docència menor a Nàpols.
Decepcionat i molest per les excessives regles burocràtiques del sistema educatiu italià que, segons el seu parer, dificultaven la llibertat d'expressió d'un professor, després de dos mesos només ensenyant a Nàpols, Scaramuzza va decidir abandonar Itàlia. Va ser l'any 1907 quan es va traslladar a l'Argentina, on va començar realment la seva carrera com a professor a l'Acadèmia de Música Santa Cecília, a Buenos Aires. Després, després de casar-se amb una de les seves estudiants, Sara Bagnati, va fundar l'"Acadèmia de Música Scaramuzza" el 1912.
També va reprendre la seva carrera com a pianista de concerts, actuant no només a l'Argentina, sinó també a Europa. Aviat es va fer famós com a virtuós del piano. Va ser conegut arreu de l'Amèrica del Sud i del Nord i Europa per l'absoluta confiança amb la qual va poder interpretar fins i tot les peces més reptants del repertori gràcies a la seva formidable tècnica que li va permetre un domini complet de l'instrument.
Però la seva crida pedagògica era més forta que la seva carrera d'artistes de concerts. Així, el 1923 va donar els seus darrers concerts, sobretot un memorable a Berlín, on va interpretar tres sonates de Beethoven (op. 31 n ° 2, op. 106 i op. 110) sota l'aplaudiment de Ferruccio Busoni. A partir d'aquest moment es va dedicar exclusivament a l'ensenyament, perfeccionant el seu extraordinari mètode innovador per a l'ensenyament del piano. Aquest mètode, basat en un estudi precís de l'anatomia del pianista, permet una relaxació completa dels músculs i tendons de les mans i els braços, fins i tot quan el pianista interpreta les peces més difícils de la música. Com a conseqüència, el so sempre suau i rodó, mai metàl·lic, ni tan sols en el fortissimo, i la intèrpret mai es veu afectada per cap enduriment muscular.
Per tant, Scaramuzza es va dedicar només a l'ensenyament des del 1923 en endavant. Va ensenyar a molts pianistes clàssics internacionals coneguts com a Martha Argerich, Michèle Boegner, Bruno Leonardo Gelber, Carmen Piazzini, Daniel Levy, Mauricio Kagel, Fausto Zadra, Alberto Portugheis i Enrique Barenboim, pare de Daniel Barenboim, sense oblidar Maria Cristina Filoso i Mònica Stirpari que van publicar el 2009 un CD d'homenatge a la seva professora. També va ensenyar als pianistes de tango Arminda Canteros, Osvaldo Pugliese, Horacio Salgán, Atilio Stampone, Orlando Goñi, Antonio de Raco i Sylvia Kersenbaum.
També va ser compositor. Entre les seves poques composicions hi havia Bosco Incantato, Hamlet, ambdues obres de música de cambra i quatre Mazurkas compostes per al piano.
No va deixar cap registre del seu sistema d'ensenyament com a llibre, però una de les seves estudiants, Maria Rosa Oubiña de Castro, el va reconstruir a partir del material que va escriure durant la seva vida. El llibre resultant es titula "Enseñanzas de un gran maestro", i va ser publicat el 1973. A més, després s'han publicat quatre llibres rellevants: L'arte pianistica di Vincenzo Scaramuzza del professor Antonio Lavoratore el 1987, Le Moi intime du Piano de Pierre Tran el 2009, Vincenzo Scaramuzza - Il Maestro dei grandi pianisti de Panzica Pamela Ivana Edmea el 2012 i Vicente Scaramuzza. La vigència d'una escuela pianística de Sebastian Colombo el 2013.
En els darrers anys de la seva vida, Scaramuzza es va veure obligat a quedar-se al llit per una greu malaltia, però mai va abandonar l'ensenyament: va tenir el piano mudat a la seva habitació i des del llit va continuar donant lliçons als seus estudiants fins al final.
Va morir a Buenos Aires el 24 de març de 1968.